# 50'erne
|  | For årtiet i det 20. århundrede, se 1950'erne. |
Århundreder: 1. århundrede f.Kr. – 1. århundrede – 2. århundrede
Årtier: 00'erne 10'erne 20'erne 30'erne 40'erne – 50'erne – 60'erne 70'erne 80'erne 90'erne 100'erne
År: 50 51 52 53 54 55 56 57 58 59

## Begivenheder
Samfundet i Danmark er på dette tidspunkt et stammesamfund, hver stamme har deres egen form for konge, i form af en høvding. Der var mange stammer, for hver stamme havde deres eget tilholdssted. Grundet de mange stammer, var der også mange høvdinge.[kilde mangler]
Det viser sig at Romerne var på besøg her i Danmark omkring dette tidspunkt, da man har fundet mange gaver fra Romerne til høvdingene i Danmark.[kilde mangler]